# کلوکوتشنا
کلوکوتشنا (به چکی: Klokočná) یک منطقهٔ مسکونی در جمهوری چک است که در ناحیه پراگ-شرق واقع شده‌است.